# 德米特里夫卡 (佩爾沃邁西基區)
49°22′31″N 36°2′18″E / 49.37528°N 36.03833°E
德米特里夫卡（烏克蘭語：Дмитрівка）是位於烏克蘭東部的村莊，由哈爾科夫州洛佐瓦區的比利亞伊夫卡市鎮負責管轄。該村始建於1782年，面積1.78平方公里，海拔高度47米，2001年人口439，人口密度每平方公里247.3人。